# گرت (ایندیانا)
گرت، ایندیانا (به انگلیسی: Garrett, Indiana) در ایالات متحده آمریکا با جمعیت ۶٬۲۸۶ نفر است که در ایندیانا واقع شده‌است.

## موقعیت جغرافیایی
موقعیت جغرافیایی شهرها و مناطق اطراف به شرح زیر است: